# Vermutung (Mathematik)
In der Metamathematik ist eine Vermutung eine Aussage, von der nicht klar ist oder einige Zeit nicht klar war, ob sie zutrifft oder nicht.

## Einordnung des Begriffs
Jede mathematische Aussage fällt in eine der folgenden Kategorien:
1. bewiesen,
2. widerlegt,
3. es ist nicht bekannt, ob sie beweisbar ist, oder nicht bekannt, ob sie widerlegbar ist, oder beides,
4. es ist bewiesen, dass sie weder beweisbar noch widerlegbar, also vom akzeptierten Axiomensystem logisch unabhängig ist.

Aussagen der dritten Klasse heißen offene Fragen. Wenn die Experten erwarten, dass die Aussage richtig ist, spricht man statt einer offenen Frage von einer Vermutung. Die Gründe dafür können in dem praktischen Nutzen liegen, in numerischer Evidenz oder rein intuitiver Natur sein.
Die Bezeichnung konkreter Aussagen weicht davon häufig aus historischen Gründen ab, etwa ist die Bieberbachsche Vermutung inzwischen bewiesen.
Eine wichtige metamathematische Vermutung ist, dass die mehrheitlich akzeptierte formale Grundlage der Mathematik, die ZFC-Mengenlehre, widerspruchsfrei ist: Falls dies zutreffen sollte, dann lässt sich das in ZFC selbst nicht beweisen (siehe Gödelscher Unvollständigkeitssatz). Sollte ZFC einen Widerspruch enthalten, also eine Aussage existieren, so dass sowohl sie selbst als auch ihre Negation beweisbar sind, so ergibt sich sofort, dass jede in ZFC formulierbare Aussage beweisbar ist (ex falso quodlibet).

## Liste einiger Vermutungen

### Heute bewiesene Vermutungen
- Sogar außerhalb der Mathematik berühmt war die Fermatsche Vermutung, was wohl dem Umstand zu danken ist, dass sie sowohl in einer für den mathematischen Laien verständlichen Weise einfach zu formulieren ist als auch formale Ähnlichkeit mit einem der berühmtesten Sätze der Mathematik, dem Satz des Pythagoras, aufweist. Nach über 300 Jahren und zahlreichen Fehlversuchen wurde die Vermutung schließlich bewiesen und ist seither als großer fermatscher Satz zu bezeichnen. Bemerkenswerterweise lautete die englische Bezeichnung schon immer „Fermat's last theorem“. Die Beweisversuche haben zahlreiche Entwicklungen der Zahlentheorie gefördert. Der Weg zum endgültigen Beweis 1993 durch Andrew Wiles und Richard Taylor führte über den Beweis einiger viel allgemeinerer Vermutungen.
- Ebenfalls dem Nicht-Mathematiker leicht nahezubringen war die Vier-Farben-Vermutung, die sich ganz anschaulich mit dem Färben ebener Landkarten beschäftigt und auch tatsächlich ihren Ursprung in einer praktischen Fragestellung zum Kartenfärben hat. Bemerkenswert ist, dass historisch mehrfach „Beweise“ vorgelegt wurden, die erst nach mehreren Jahren als fehlerhaft erkannt wurden. Der erste gültige Beweis nach über 100 Jahren wiederum brachte zahlreiche Skeptiker auf den Plan, weil er in großem Umfang auf dem Einsatz von Computern basierte. Zu einem herkömmlichen menschenlesbaren Beweis umgewandelt, wäre dieser zu umfangreich gewesen, um von einem einzelnen Menschen komplett nachgeprüft zu werden.
- Die 1916 von Ludwig Bieberbach aufgestellte Bieberbachsche Vermutung wurde 1985 von Louis de Branges de Bourcia bewiesen und wird daher seitdem auch als Satz von de Branges bezeichnet.
- Die Burnside-Vermutung, dass alle endlichen Gruppen ungerader Ordnung auflösbar sind, wurde in den 1960er Jahren von Walter Feit und John Griggs Thompson bewiesen.
- Die fast 100 Jahre lang offene Poincaré-Vermutung, die im Jahr 2000 noch in die Liste der Millennium-Probleme aufgenommen worden war, wurde 2002 von Grigori Jakowlewitsch Perelman bewiesen.
- Die 1611 aufgestellte Keplersche Vermutung über die dichteste Kugelpackung wurde möglicherweise 1998 bewiesen. Der gegebene Computerbeweis ist allerdings wegen seiner besonders umfangreichen vom Computer durchgeführten Rechnungen (ca. 3 Gigabyte an Daten) in der Fachwelt nicht vollständig anerkannt.

### Heute widerlegte Vermutungen
- Die eulersche Vermutung ist eine nach Leonhard Euler benannte Vermutung der Zahlentheorie und verallgemeinert den großen fermatschen Satz. Sie wurde 1966 durch ein Gegenbeispiel widerlegt.
- Fermat-Zahl: Fermat zeigte, dass die ersten fünf Fermat-Zahlen {\displaystyle F_{n}=2^{(2^{n})}+1,n\in \mathbb {N} _{0}} Primzahlen sind, und vermutete im Jahr 1637, dass dies auf alle Fermat-Zahlen zutrifft. Diese Vermutung wurde von Leonhard Euler 1732 widerlegt. Inzwischen wird im Gegenteil vermutet, dass nur die ersten 5 Fermatzahlen prim sind. Ein Beweis für diese Vermutung steht noch aus.
- Die Mertenssche Vermutung besagt, dass die Ungleichung {\displaystyle \textstyle \left|\sum _{k=1}^{n}\mu (k)\right|<{\sqrt {n}}} für die Beträge der Partialsummen der Reihe gilt, die durch Summation der Möbiusfunktion entsteht. Aus der Vermutung würde die Riemannsche Vermutung folgen. Die Vermutung wurde von Stieltjes 1885 in einem Brief an Hermite formuliert und 1985 von Odlyzko und Riele widerlegt.
- Zwei Jahrtausende lang wurde immer wieder vermutet, dass das Parallelenpostulat, das von Euklid im 4. Jahrhundert v. Chr. in seinen Elementen formuliert worden war, aus den übrigen Axiomen und Postulaten seiner euklidischen Geometrie beweisbar sei. Euklid hat diese Frage – im Sinne der damaligen Terminologie – offengelassen, indem er die Aussage „forderte“ (Postulat) und nicht als „unausweichlich und unverzichtbar“ (Axiom) zugrunde legte. Im 19. Jahrhundert konnte gezeigt werden, dass das Axiomensystem (Axiome und Postulate) des Euklid widerspruchsfrei ist, aber nicht ausreicht, um alle von ihm formulierten Theoreme zu beweisen. Durch moderne Formulierungen eines geometrischen Axiomensystems „im Sinne von Euklid“, zum Beispiel Hilberts Axiomensystem der euklidischen Geometrie, konnte nachgewiesen werden, dass das Parallelenpostulat von den übrigen Axiomen und Postulaten einer euklidischen Geometrie unabhängig ist, indem geeignete Modelle für nichteuklidische Geometrien angegeben wurden.
- Die Vermutung von Pólya von 1919 besagt, dass es bis zu jeder beliebigen Grenze n>1 hin mindestens so viele Zahlen mit einer ungeraden Anzahl von Primfaktoren gibt wie solche mit einer geraden Anzahl. Das kleinste Gegenbeispiel n = 906.150.257 wurde 1980 gefunden. Dies verdeutlicht, dass das Zutreffen einer Vermutung für sehr viele (auch verhältnismäßig große) Zahlen noch kein Garant für Allgemeingültigkeit ist.

Gordon, Webb und Wolpert zeigten, dass Trommeln, die entsprechend der beiden dargestellten Polygone geformt und bespannt sind, die genau gleichen Eigenfrequenzen bzw. Obertöne und somit die gleiche Klangfarbe aufweisen würden. Die beiden Polygone haben zwar unterschiedliche Formen, aber den gleichen Umfang und die gleiche Fläche.

- 1966 stellte Mark Kac im Journal American Mathematical Monthly die Frage, ob die Form einer Trommel gehört werden könne. Auch Hermann Weyl hatte bereits ähnliche Fragen aufgeworfen.[1] 1990 wurde gezeigt, dass es durchaus verschieden geformte Trommel-Bespannungen gibt, welche die gleichen Eigenfrequenzen besitzen.[2]

### Beweisbarkeit unklar
- Die abc-Vermutung ist eine 1985 von Joseph Oesterlé und David Masser aufgestellte mathematische Vermutung, die als Verallgemeinerung des inzwischen bewiesenen großen fermatschen Satzes angesehen werden kann.
- Das Collatz-Problem, auch als {\displaystyle (3n+1)}-Vermutung bezeichnet, wurde 1937 von Lothar Collatz entdeckt. Kurtz und Simon zeigten 2006, dass eine natürliche Verallgemeinerung der Vermutung unentscheidbar, also eine Vermutung der 4. Klasse ist.[3] Ihre Beweisführung beruht auf Überlegungen, die John Horton Conway 1972 veröffentlicht hat.[4]
- Das P-NP-Problem ist ein ungelöstes Problem der Komplexitätstheorie, es wurde Anfang der 1970er Jahre von Stephen Cook und Leonid Levin formuliert. Vermutung: {\displaystyle P\neq NP}.
- Die Riemannsche Vermutung besagt, dass alle nichttrivialen Nullstellen der Zetafunktion auf der Geraden {\displaystyle \{s\in \mathbb {C} \mid \mathrm {Re} \,(s)=1/2\}} liegen. Diese Aussage konnte bis heute nicht bewiesen werden, jedoch stützen numerische Berechnungen die Vermutung.

### Beweisbar logisch unabhängig
- Das Auswahlaxiom wird gewöhnlich zu den formalen Grundlagen der Mathematik genommen. Man spricht dann von der Zermelo-Fraenkel-Mengenlehre mit Auswahlaxiom, kurz ZFC. Ohne das Auswahlaxiom heißt die Mengenlehre kurz ZF. Das Auswahlaxiom ist von ZF unabhängig und ZFC ist widerspruchsfrei genau dann, wenn ZF widerspruchsfrei ist.
- Die Kontinuumshypothese wurde 1878 von Georg Cantor formuliert, ihre logische Unabhängigkeit von ZFC in den 1960ern von Paul Cohen bewiesen. Kurt Gödel hatte zuvor die relative Widerspruchsfreiheit sogar für das Konstruierbarkeitsaxiom bewiesen, das echt stärker ist als die Kontinuumshypothese – aus ZFC lässt sich bei Hinzunahme des Konstruierbarkeitsaxioms die Kontinuumshypothese beweisen, aber nicht umgekehrt.
- Das seit Euklid in der Geometrie verwendete Parallelenaxiom wurde lange für „überflüssig“ gehalten, d. h., es wurde vermutet, dass es sich aus den übrigen Axiomen sollte folgern lassen. Über 2000 Jahre hinweg schlugen jedoch alle Versuche fehl, diese Vermutung zu beweisen. Erst um 1826 gelang es Lobatschewski und Bolyai unabhängig voneinander, die Unabhängigkeit des Parallelenaxioms von den übrigen Axiomen Euklids zu zeigen. Je nachdem, ob man das ursprüngliche Axiom oder die eine oder andere Variante seiner Negation als Axiom annimmt, erhält man verschiedene Geometrien: die Euklidische Geometrie, die hyperbolische Geometrie und die sphärische Geometrie.

## Die Verwendung von Vermutungen als Hypothese
Es gibt zahlreiche Arbeiten, die Vermutungen voraussetzen, beispielsweise die Riemannsche Vermutung.
Streng genommen werden in solchen Arbeiten also Sätze der Form „Wenn die (z. B. Riemannsche) Vermutung zutrifft, dann gilt …“ bewiesen.
Nun können verschiedene Fälle eintreten:
1. Wenn die Vermutung irgendwann bewiesen wird, sind damit auf einen Schlag alle Folgerungen solcher Arbeiten bewiesen.
2. Sollte die als Hypothese vorausgesetzte Vermutung irgendwann einmal widerlegt werden, können solche Arbeiten praktisch wertlos werden, wenn die Folgerungen nicht schon aus Spezialfällen oder schwächeren Vermutungen bewiesen werden können. Es ist auch denkbar, dass auf genau diesem Wege die Vermutung widerlegt wird, wenn nämlich eine unter Annahme der Vermutung bewiesene Aussage widerlegt wird. Ebenso denkbar ist jedoch, dass aufgrund attraktiver Folgerungen aus der Vermutung die für die Widerlegung verwendeten Axiome und Schlussregeln auf den Prüfstand gestellt und so modifiziert werden, dass die Vermutung immer noch konsistent sein kann.[5]
3. Stellt sich die Vermutung als logisch unabhängige Aussage heraus, steht es im Prinzip frei, die Vermutung oder ihr Gegenteil anzunehmen. Will man die Ergebnisse solcher Arbeiten dann aber übernehmen, müsste man formal die Vermutung als Axiom hinzunehmen. Dann kann sich eine Aufspaltung wie etwa die in euklidische und nicht-euklidische Geometrie oder ZF mit oder ohne Auswahlaxiom ergeben.

Grundsätzlich zulässig ist es natürlich, ausschließlich bereits bewiesene Spezialfälle zu verwenden. Populäre Lösungen des sogenannten Luzifer-Rätsels verweisen häufig auf die – bisher unbewiesene – Goldbach-Vermutung als Hilfssatz, verwenden die Aussage der Vermutung aber nur in (relativ) wenigen, längst überprüften Spezialfällen.